# Auguste Mayer

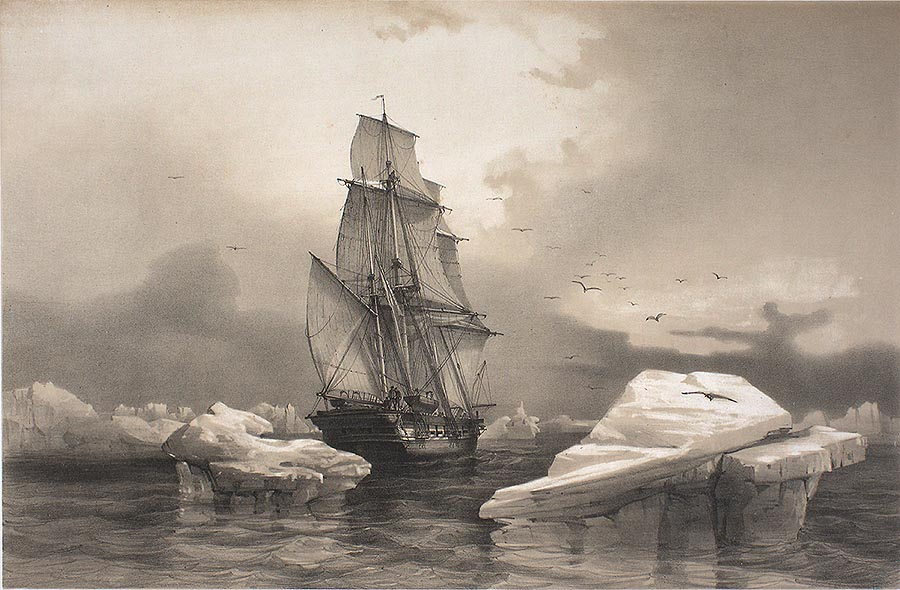
La Recherche, 1838

Auguste Étienne François Mayer (ur. 1805 w Breście, zm. 1890 tamże) – francuski malarz, marynista.
Specjalizował się w motywach marynistycznych, malując statki. Uczestniczył w wyprawach na Arktykę. Mayer uczył rysunku w École Navale.